# Anders Lund
Anders Lund (Copenaghen, 14 febbraio 1985) è un ex ciclista su strada danese, professionista dal 2007 al 2013. È stato campione nazionale fra i dilettanti nel 2003.

## Palmarès
- 2003 (dilettanti)

Campionati danesi, Prova in linea
- 2004 (dilettanti)

1ª tappa Circuit des Ardennes
5ª tappa Circuit des Ardennes
- 2005 (dilettanti)

2ª tappa Circuit des Ardennes

## Piazzamenti

### Grandi Giri
- Giro d'Italia

2008: 102º
2009: 155º
2010: 64º
2012: 112º
- Vuelta a España

2010: 48º

### Classiche monumento
- Milano-Sanremo

2010: 104º
2011: 73º
2012: 67º
- Giro delle Fiandre

2010: ritirato
2012: 103º
2013: 102º
- Parigi-Roubaix

2009: 84º
2012: 78º
2013: 98º
- Liegi-Bastogne-Liegi

2011: ritirato
- Giro di Lombardia

2009: ritirato
2010: ritirato

### Competizioni mondiali
- Campionati del mondo

Hamilton 2003 - In linea Juniores: 2º
Verona 2004 - In linea Under-23: ritirato
Madrid 2005 - In linea Under-23: 107º
Salisburgo 2006 - In linea Under-23: 26º
Varese 2008 - In linea Elite: ritirato
Mendrisio 2009 - In linea Elite: ritirato
Melbourne 2010 - In linea Elite: 24º
Copenaghen 2011 - In linea Elite: 57º